# Lyudmila Ezhova
Lyudmila Ezhova (Людмила Ежова), ou Lyudmila Grebenkova (Людмила Гребенкова), est une gymnaste artistique russe, née le 4 mars 1982 à Krasnogorsk.

## Palmarès

### Jeux olympiques
- Athènes 2004
  -  médaille de bronze au concours général par équipes

- Pékin 2008
  - 4e au concours général par équipes

### Championnats du monde
- Gand 2001
  -  médaille d'argent à la poutre
  -  médaille d'argent au concours général par équipes
  - 6e aux barres asymétriques
  - 26e au concours général individuel

- Debrecen 2002
  -  médaille de bronze aux barres asymétriques
  - 6e à la poutre

- Anaheim 2003
  -  médaille de bronze à la poutre
  - 6e au concours général par équipes

### Championnats d'Europe
- Saint-Pétersbourg 1998
  -  au concours général par équipes
  -  médaille de bronze à la poutre

- Patras 2002
  -  médaille d'or à la poutre
  -  médaille d'or au concours général par équipes
  -  au sol
  - 7e aux barres asymétriques